# Sheridan (Kalifornia)
Sheridan – jednostka osadnicza w Stanach Zjednoczonych, w stanie Kalifornia, w hrabstwie Placer.